# Boletus badius
Imleria badia, Boletus badius, o Xerocomus badius, conocido con el nombre común de boleto bayo, es un hongo basidiomiceto de la familia Boletaceae, que habita en bosques de coníferas, y menos frecuentemente en bosques de frondosas, de las regiones templadas de Europa y Norteamérica, preferentemente en suelos ácidos. El cuerpo fructífero aflora desde verano a finales de otoño. Es comestible, aunque menos apreciado que otras especies del género, por su carne menos firme y compacta. El epíteto específico "badius" significa "marrón bonito".

## Morfología
La seta Imleria badia tiene un sombrero de entre 6 y 10 centímetros de diámetro, pudiendo llegar a alcanzar los 15 centímetros, carnoso, regular y hemisférico o convexo al principio y casi aplanado en ejemplares más maduros. Su cutícula es algo viscosa en lugares con alta humedad relativa, glabro y de color pardo castaño, a veces casi negro. Los tubos son regulares, amarillentos o verdosos y toman un color azulado al tocarlos. El pie del cuerpo fructífero mide de 5 a 12 cm de largo y de 1 a 5 cm de ancho, es robustofibroso y más claro que el sombrero, aunque toma un color algo más oscuro en la base. La carne es blanca o amarillenta, de color pardo justo bajo la cutícula y toma un color ligeramente azul al cortarla. Su sabor es dulce y tiene una fragancia muy débil. La esporada es marrón oliváceo.

## Posibilidades de confusión
Es posible confundirlo con el Boletus aereus, cuya carne es inmutable, o con el Gyroporus castaneus, también comestible, cuyo pie es cavernoso (característico de los hongos del género Gyroporus, tiene poros blancos y no toma color azulado al cortarlo.